# Пахлава

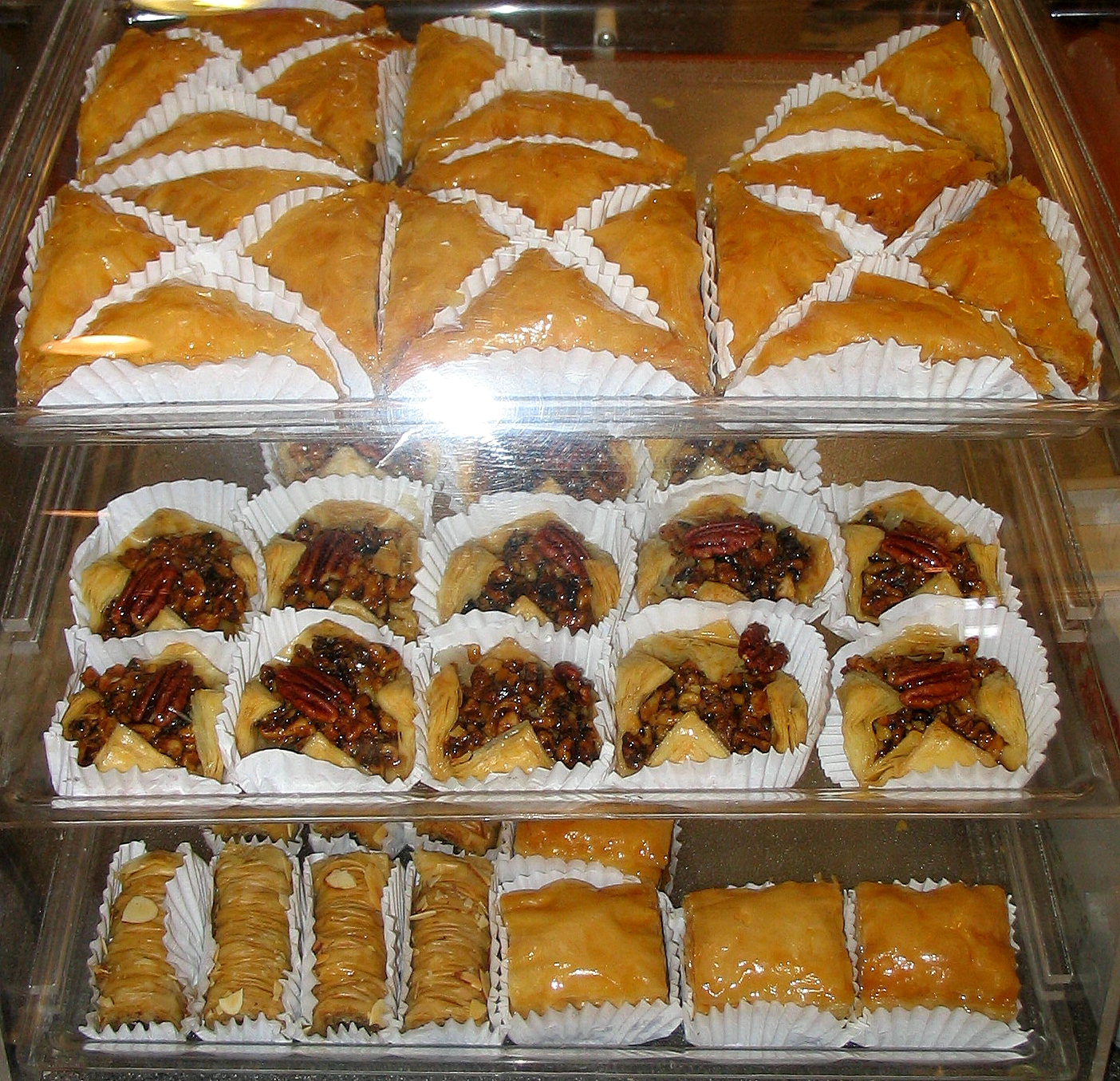
Кілька видів баклави

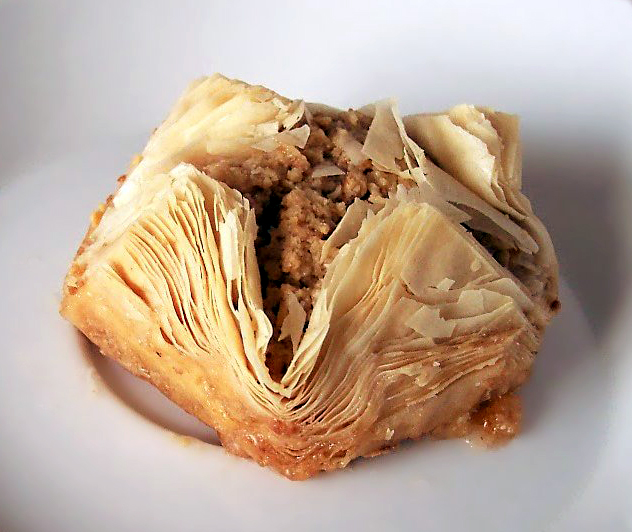
Тарілка з різними шматочками баклави

Баклава (від араб. بقلاوة: баклава — «горіхи») — популярний кондитерський виріб з листкового тіста з горіхами в сиропі, широко поширений в кухнях східних народів. Назва баклава використовується у цілому світі, окрім частини пострадянських держав, де її  називають пахлава.

## Історія
Вважається, що рецепт баклави вигадали на території Анатолії у VIII столітті до нашої ери грецькі моряки. Незабаром торговці розсмакували принади баклави — вона так потішала їхній смак, що вони привезли її рецепт в Атени.
Основний внесок греків в удосконалення цих солодощів полягав у створенні тіста, яке можна було розкочувати до товщини листка, в порівнянні з грубим, хлібоподібним тістом анатолійців. Фактично саме слово «філо» у перекладі з грецької означає «лист».

## Приготування
Баклава — багатошаровий десерт, який роблять з листків тіста товщиною з папір, які промащуються маслом або олією і викладаються шарами в прямокутний посуд для випічки або скручуються в циліндрики. Мелені та дрібно порубані волоські горіхи або фісташки викладаються між шарами тіста, які до цього випікаються і просочуються розчином цукру і соку лимона зі спеціями та трояндовою водою. Як і з будь-якою їжею, існують регіональні варіанти в рецептурі.
В кримськотатарській кухні для виготовлення баклави використовують спеціальну тонку качалку, яку називають "окълав", вона має довжину близько 1 метра та товщину 4 см. 

## Галерея

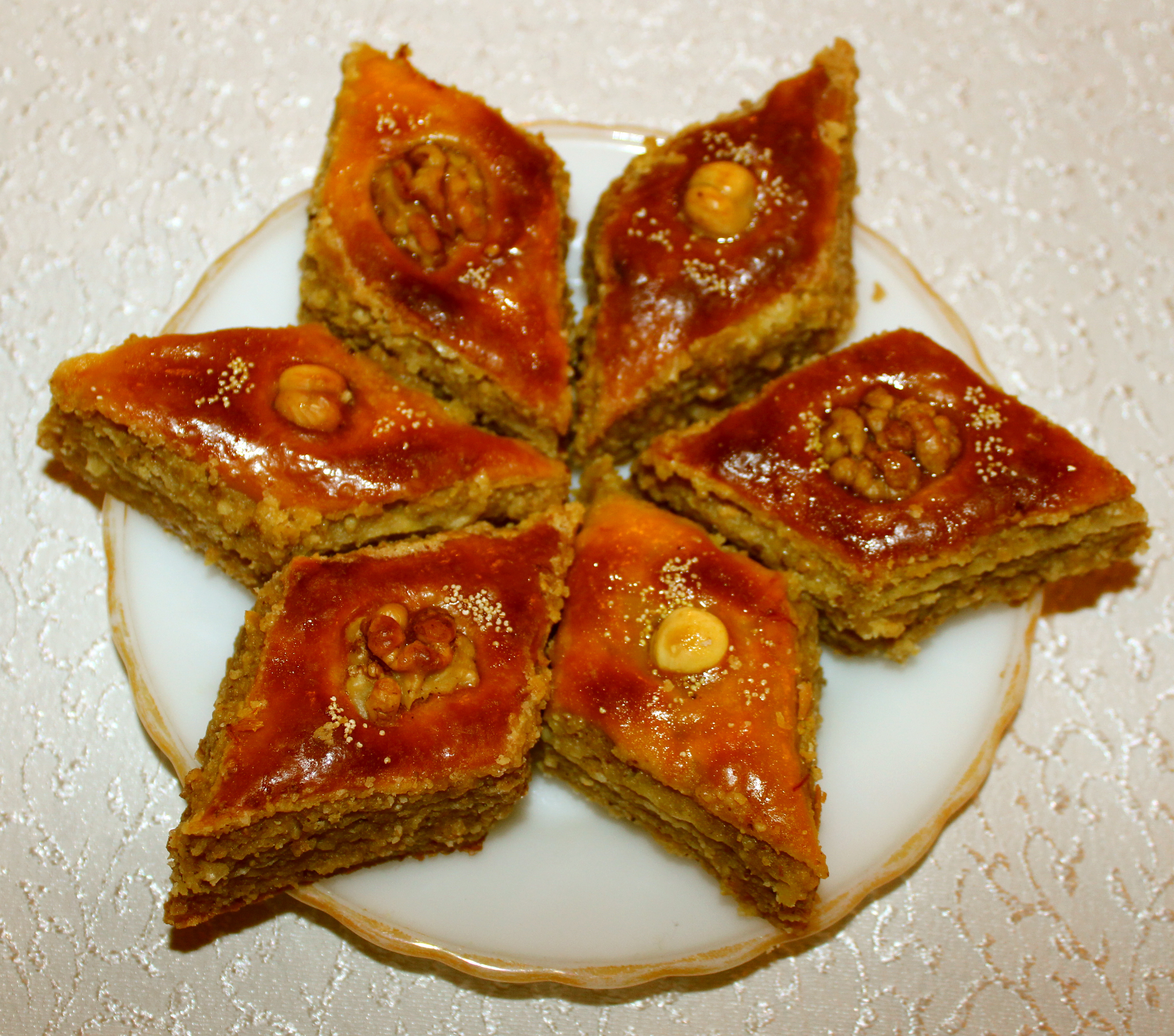
Ганджа-баклава
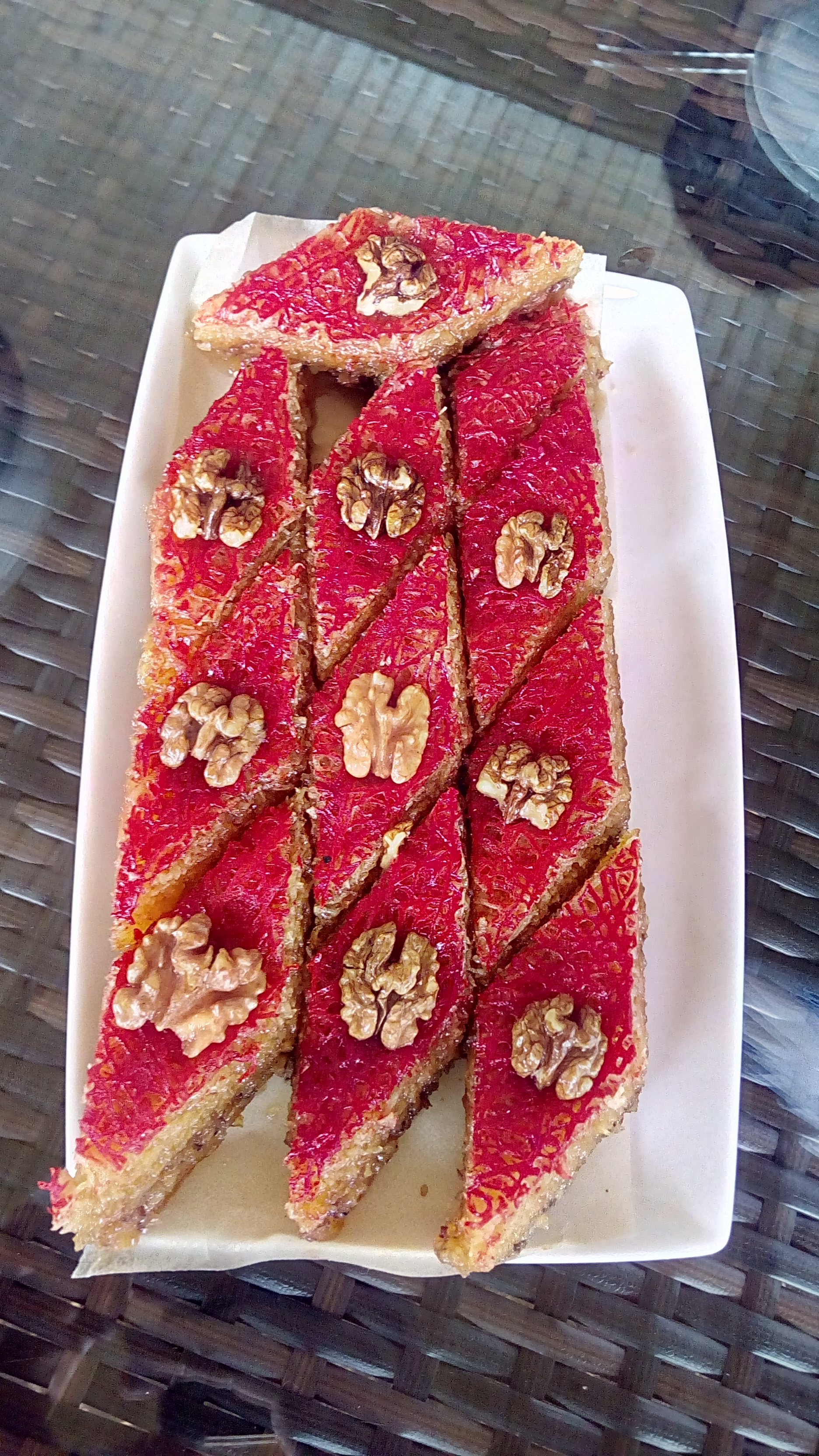
Губа-баклава
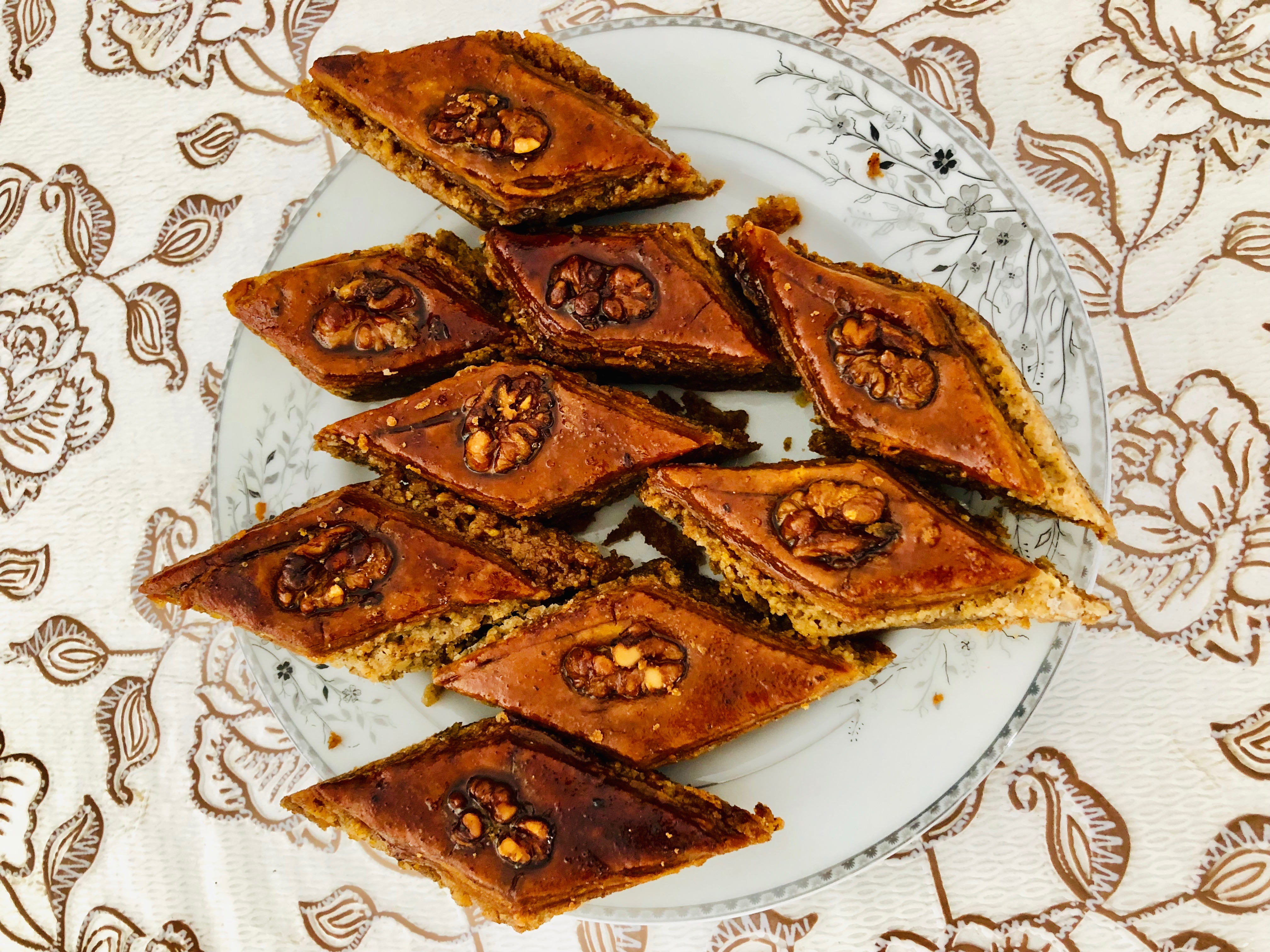
Вірменська пахлава
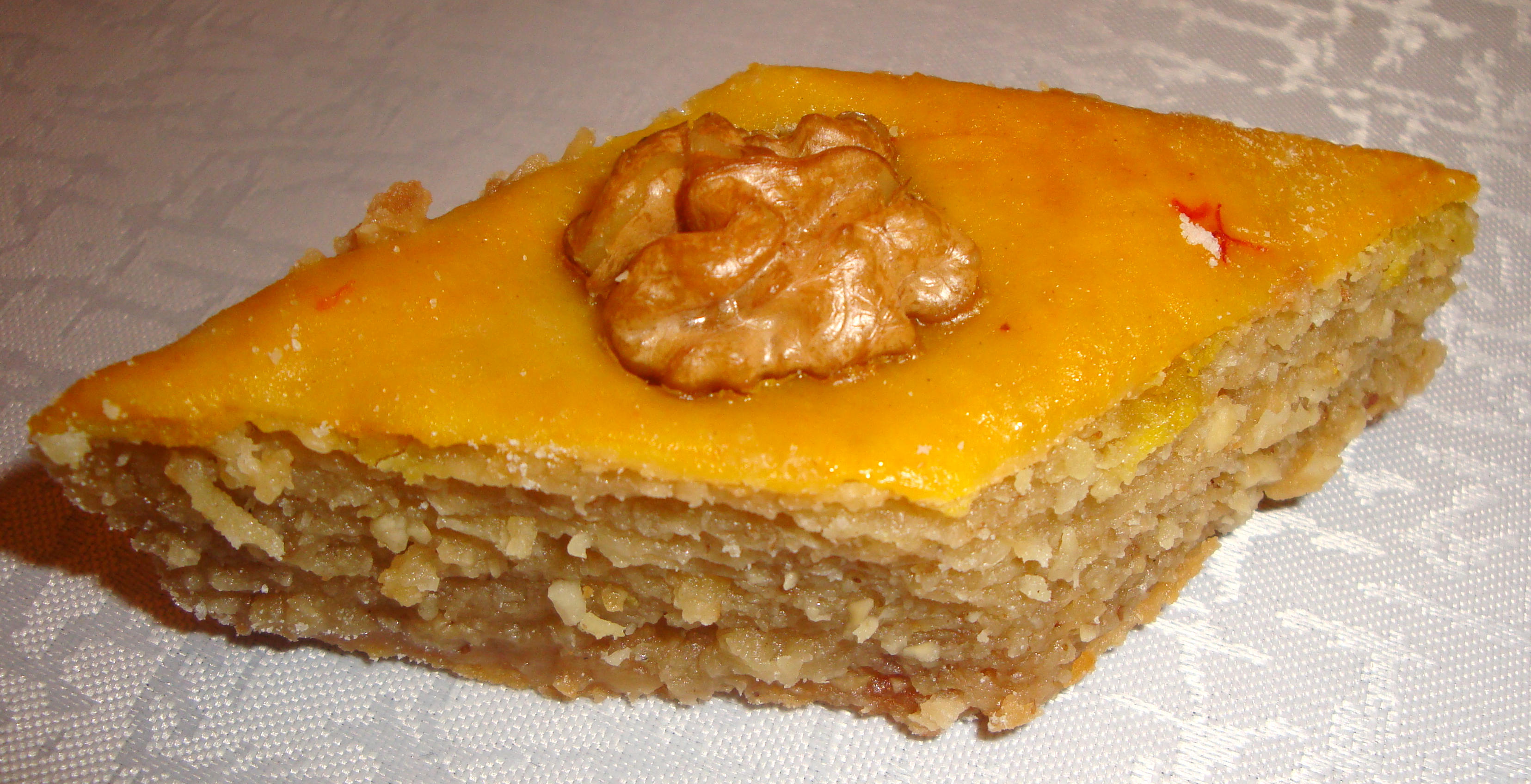
Азербайджанська баклава
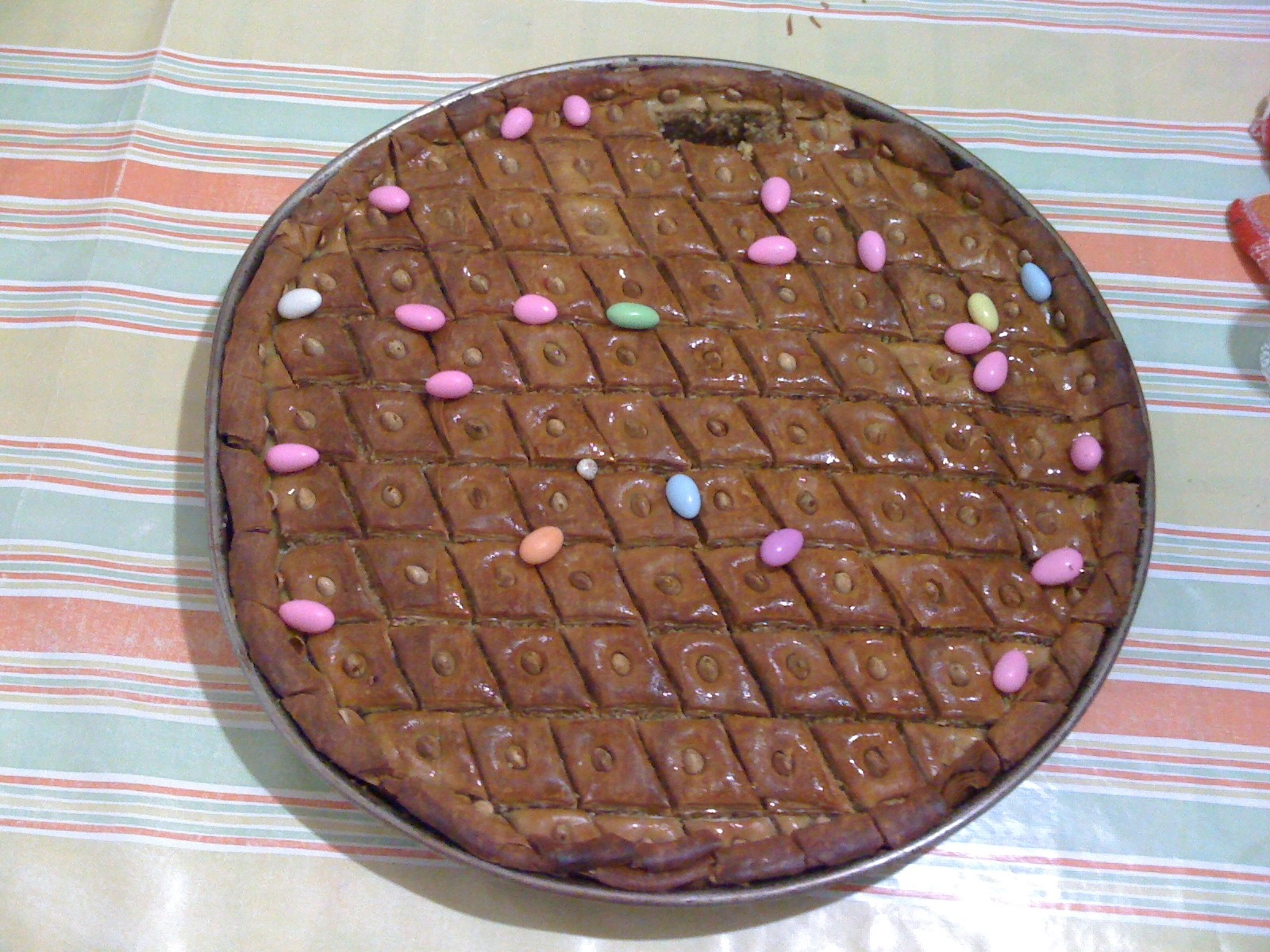
Алжирська баклава
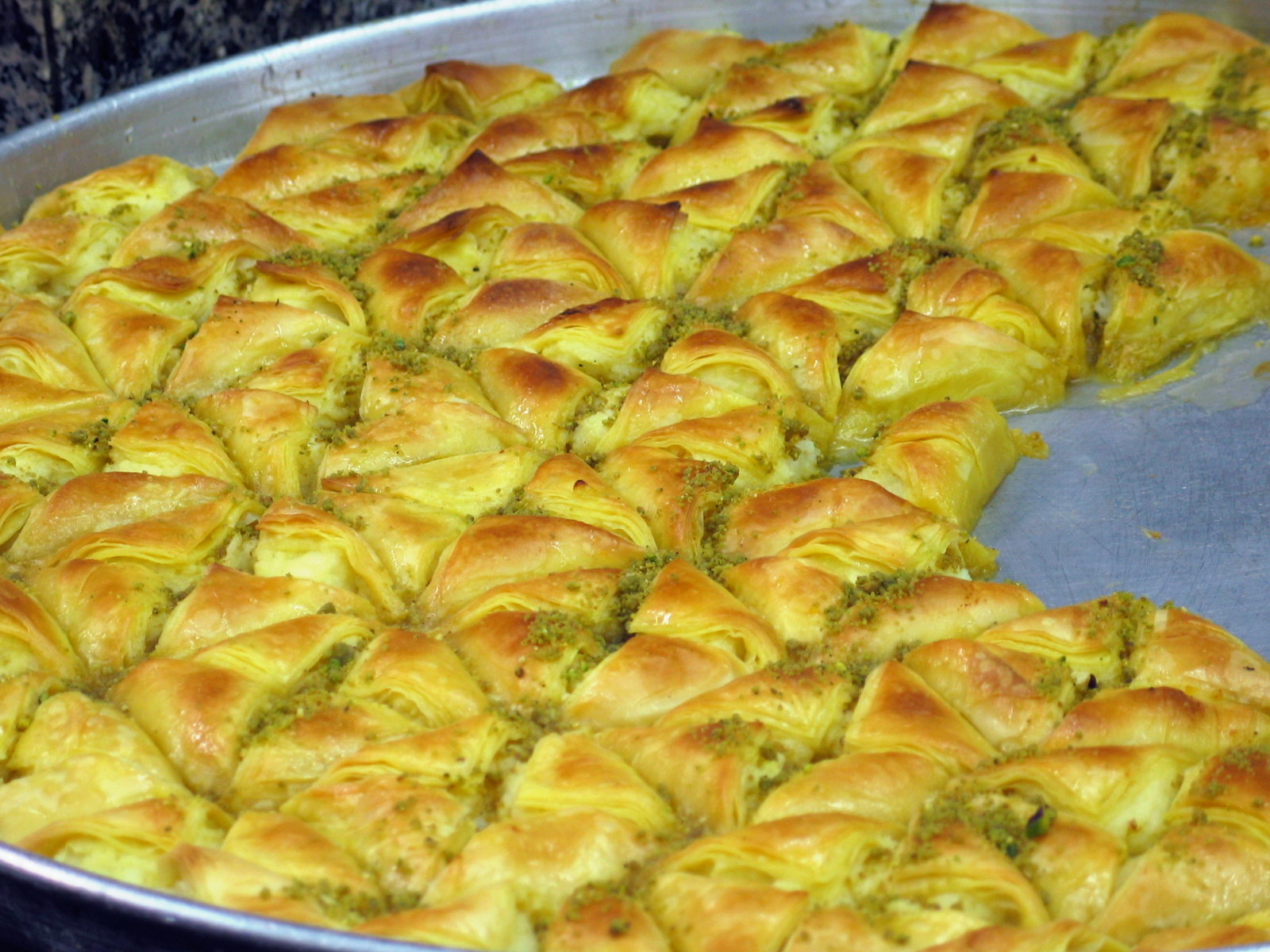
Таця із баклавою в Єрусалимі
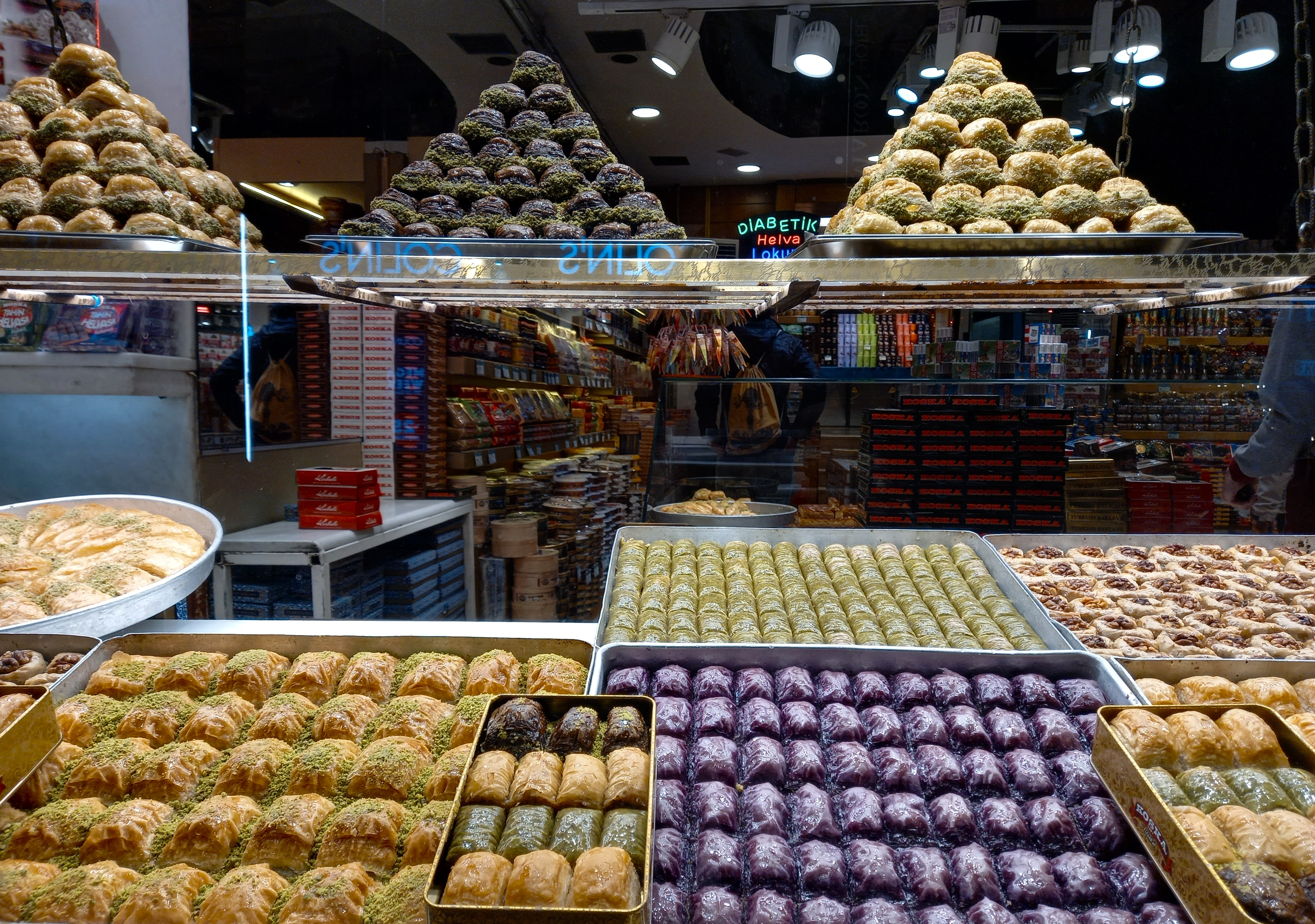
Магазин з різними видами баклави в Стамбулі